# トヨタ・カローラワゴン
カローラワゴン（COROLLA WAGON）は、トヨタ自動車で生産されていたステーションワゴン型の乗用車である。トヨタ・カローラの派生車種（カローラシリーズ）である。

## 日本国内初代（シリーズ通算4代目） E7#G型（1982年 - 1987年）
エンジンは当初、1.3Lの4K-U II型OHVガソリンエンジンのみの展開で、グレードは当初1300DXと1300GLの2種、トランスミッションは当初は4速MTのみ。最初のマイチェン時に5速MTを標準装備した1.8L、1C型SOHCディーゼルエンジン搭載の「1800GL」を追加。リアサスペンションはE70型バンと共通のリーフリジッドを採用し、ステアリング形式はガソリン車がラック&ピニオン、ディーゼル車はリサーキュレーティング・ボールをそれぞれ採用。
- 1982年5月 - 発売。
- 1983年8月 - 最初のマイナーチェンジ。ルーフを45mm高いミドルルーフとし、エンジンフード・フェンダー・ランプ類・インストルメントパネルのデザイン変更。ミラーをフェンダーミラーからドアミラー化。バンに搭載済みの1.8Lディーゼルエンジン車を追加設定。
- 1985年8月 - 2度目のマイナーチェンジ。1.8Lディーゼルエンジン（1C型）がパワーアップされた「1C-II」へと変更され、フロントグリル等の外観を小変更。セミフラットシートを採用。

## 日本国内2代目（シリーズ通算6代目） E9#G型（1987年 - 1991年）
- 1987年8月 - バンと同時にモデルチェンジ。グレードは当初DX、GL、Gツーリングの3グレードでエンジンは1.3Lの2E型SOHC12バルブシングルキャブレターおよび1.5Lの5A-F型DOHC16バルブシングルキャブレターの2種類のガソリンエンジンを新規搭載したほか、横置き用に再設計された1.8Lディーゼルエンジンの1C型も搭載。ワゴンとしてはこの代よりAT仕様も設定される。
- 1989年5月 - マイナーチェンジ。1.5Gツーリングが5A-FE型ガソリンエンジンに変更。2E型ガソリンエンジンが電子制御キャブレターに変更。これに伴い1.5Gツーリングの廉価版にあたる1.5Lツーリングが追加され5A-F型エンジンが廃止された。

なお、欧州・豪州向けモデルは日本・北米向けモデルとは異なり、外板が6代目スプリンターと共通になっている。このモデルは日本では2代目スプリンターカリブとしてトヨタオート店で販売されていた。

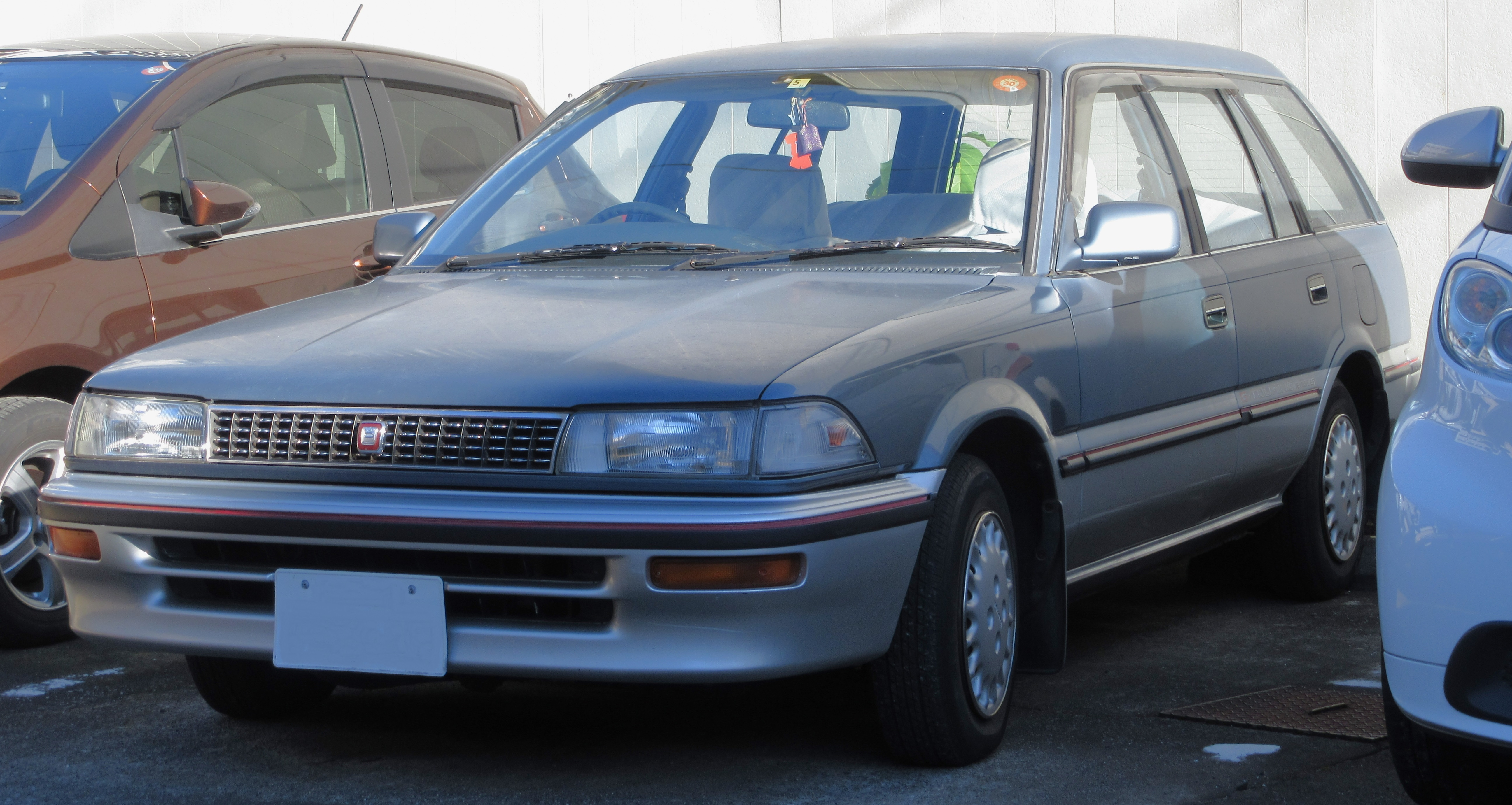
日本仕様　1989年5月改良型

## 日本国内3代目（シリーズ通算7代目） E10#G型（1991年 - 2002年）
- 1991年9月 - バンと同時にモデルチェンジ。
- 1993年5月 - 最初のマイナーチェンジ。LツーリングおよびGツーリングのリアドアウインドウをパワーウインドウ化、Gツーリングに電動格納ドアミラーを装備するなどの変更が行われた。
- 1994年1月 - 一部改良。ビジネスワゴンのガソリンエンジンがそれまでの3E-LU型に代わり、DOHC16バルブ（ハイメカツインカム）の5E-FE型に換装。ガソリンエンジンはすべてEFI化された。
- 1995年5月 - ツーリングワゴンが2度目のマイナーチェンジ。フロントラジエターグリルの花冠マークのエンブレムが廃止され、代わりに同社のCIロゴをあしらったフロントエンブレムへ変更される。これに伴い4A-FE型エンジン搭載の4WD車とディーゼル車がそれぞれ追加。このほか、セダンおよびレビンの各E110型へのフルモデルチェンジに伴うエンジン・ミッション・サスペンション等の主要コンポーネンツの変更などが挙げられる。同年8月にE110型カローラの欧州向けワゴンタイプ（日本では3代目スプリンターカリブとして発売）が登場したが、カローラ店ではE10#G型ワゴンを継続販売。CM出演者は永作博美。
- 1996年5月 - 一部改良。運転席エアバッグ・ABS（ツーリングワゴンシリーズのみ）を標準装備にした他、ツーリングワゴンシリーズに4A-GE型20バルブエンジン搭載のBZツーリングを追加。CM出演者はドラガン・ストイコビッチ・辻香緒里。
- 1997年5月 - ツーリングワゴンが3度目のマイナーチェンジ。助手席エアバッグを標準装備化、プリテンショナー・フォースリミッター付きシートベルトの採用など安全面の向上が行われた。後部座席ヘッドレストを分割式に変更、グリルガードが廃止される。BZツーリングは、3本スポークのステアリングになった他、MTを6速化。この時期のステーションワゴンブームに便乗して「カロゴン」の愛称がつき、グレードによって「ツーリングワゴン」と「ビジネスワゴン」に分かれる。CM出演者は篠原ともえ・ユースケ・サンタマリア[2]。
- 1998年4月 - ガソリン車が平成10年アイドリング規制に適合。ディーゼルエンジンが3C-E型2.2Lに変更されると同時に平成9年規制に適合。同時にビジネスワゴンにも助手席エアバッグ・ABS・プリテンショナー・フォースリミッター付きシートベルトが標準装備化される。
- 2000年8月7日 - マイナーチェンジにより、ビジネスワゴンをアシスタワゴンに改名。MT全車が5速化されたほか各部の安全性向上が図られ、ガソリンエンジン全車が「平成12年排出ガス基準25%低減レベル（G-LEV(☆)）」を達成した。
- 2000年8月27日 - ツーリングワゴン販売終了。後継車はカローラフィールダー。
- 2002年7月1日 - アシスタワゴン販売終了。カローラワゴンシリーズは20年の歴史に終止符を打った。後継車はプロボックスワゴン。

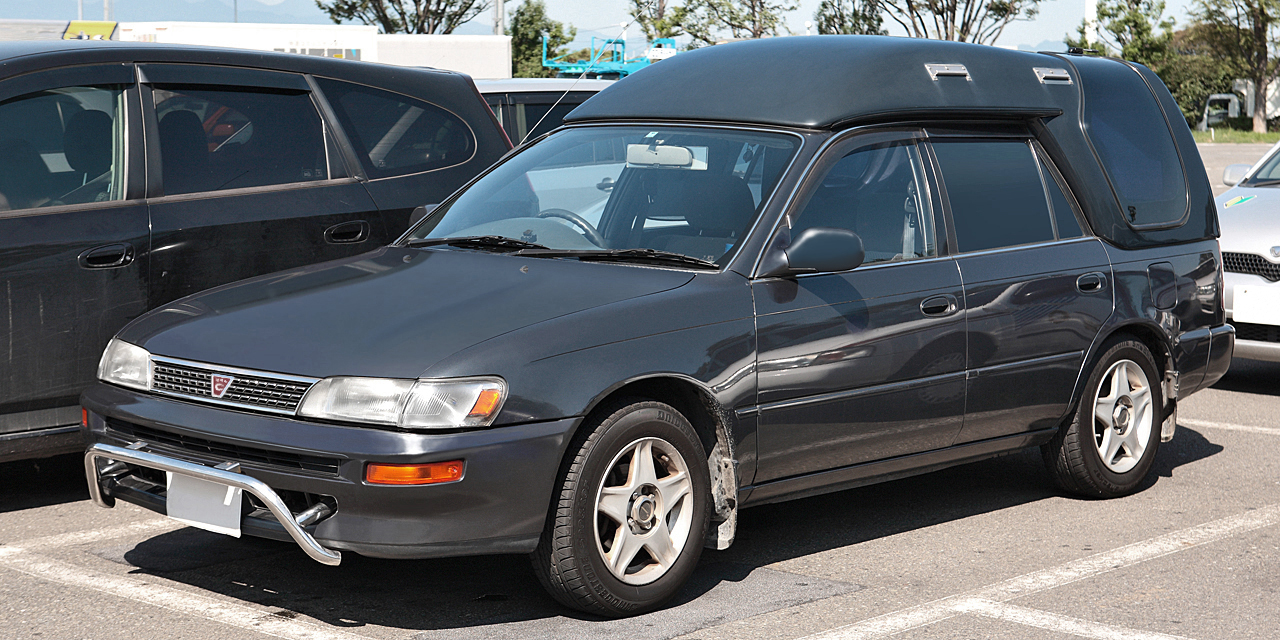
ハイルーフワゴン（TECS特装車）
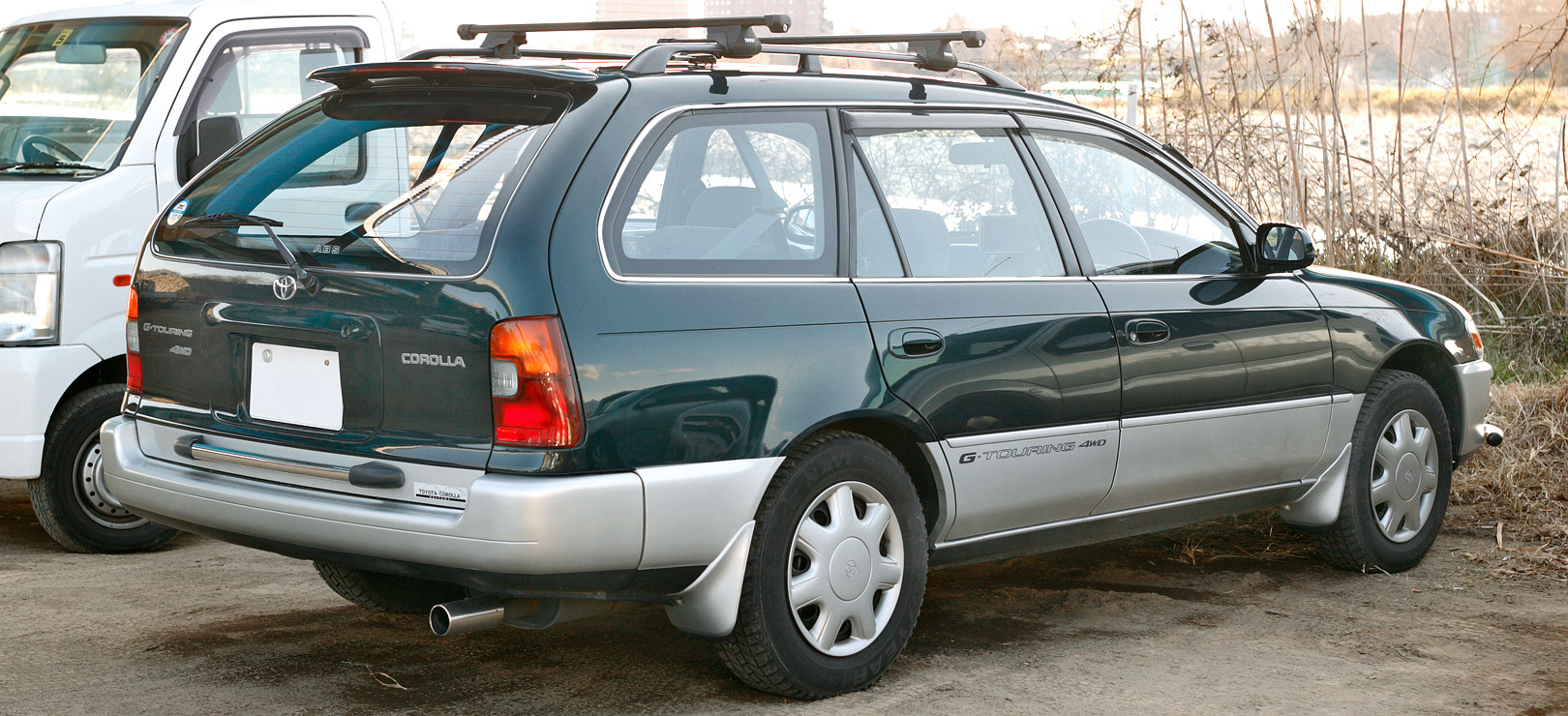
1995年5月改良型 （リア）
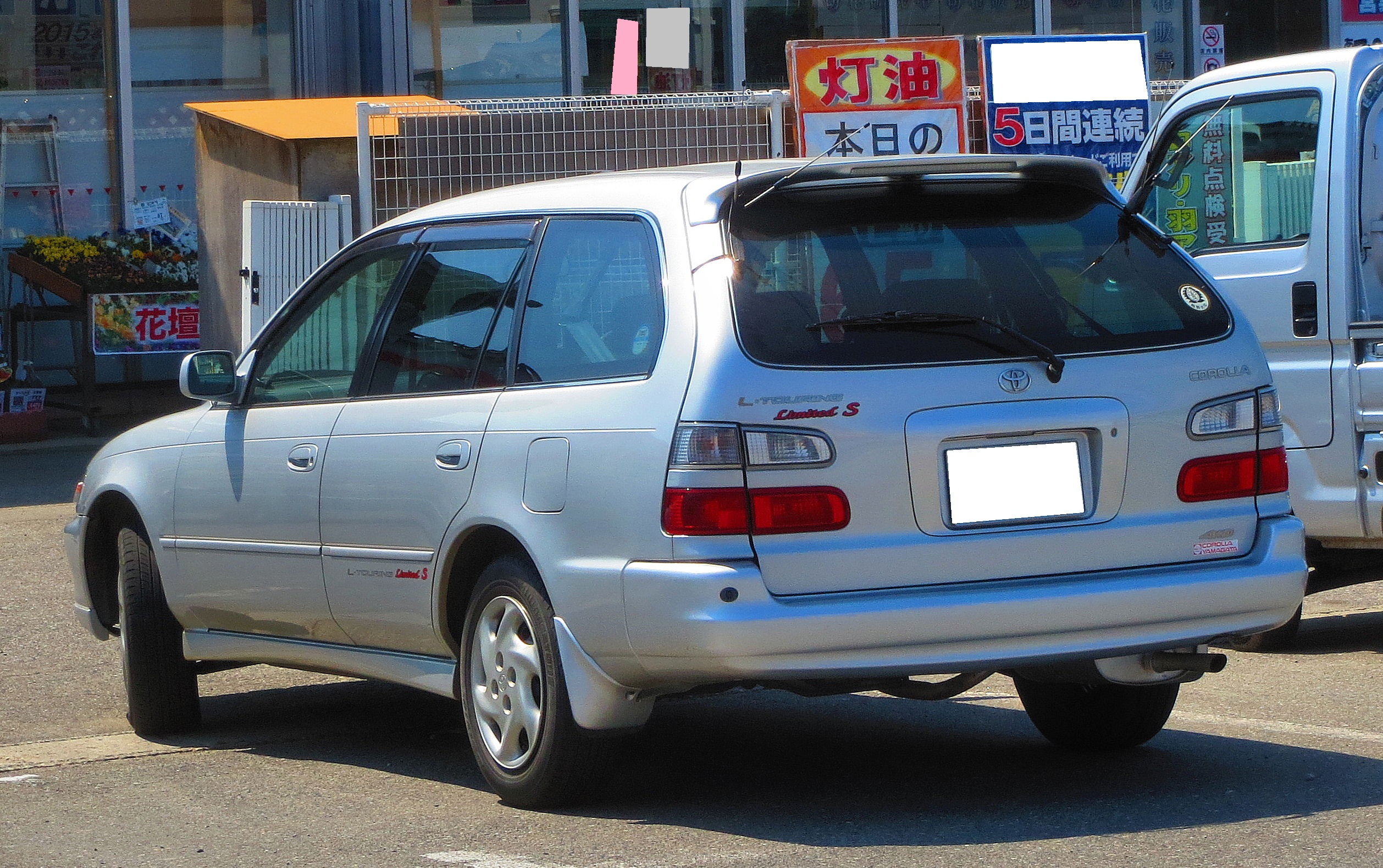
1997年5月改良型 LツーリングリミテッドS 4WD （リア）
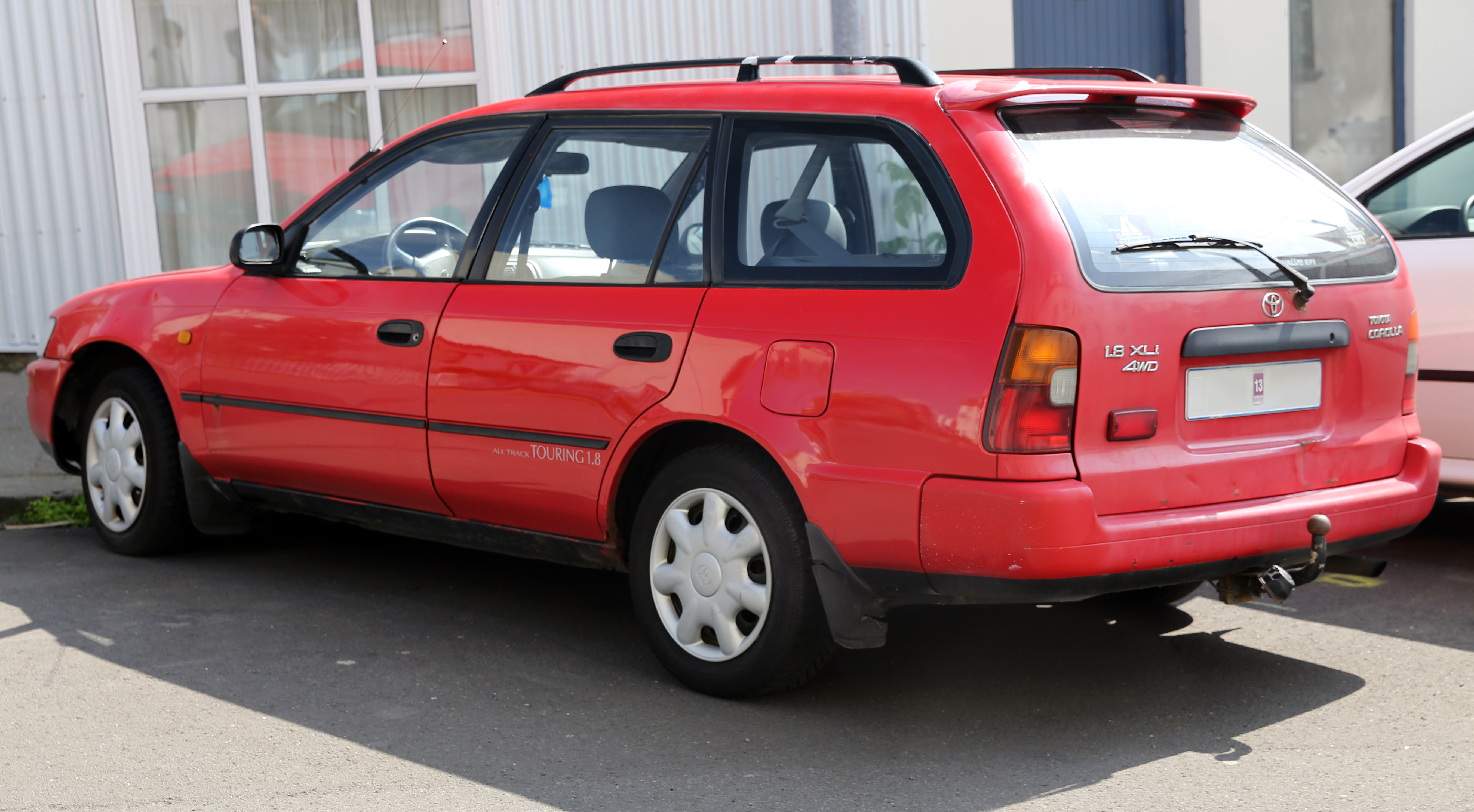
"1.8 XLi 4WD" AE103LG（リア、欧州）